# 117386 Thomasschlapkohl
117386 Thomasschlapkohl è un asteroide della fascia principale. Scoperto nel 2004, presenta un'orbita caratterizzata da un semiasse maggiore pari a 2,9746589 UA e da un'eccentricità di 0,0496483, inclinata di 10,33847° rispetto all'eclittica.